# ایزومورفیسم (روانشناسی گشتالت)
برای دیگر کاربردها، ایزومورفیسم را ببینید.
اصطلاح ایزومورفیسم یا یکریختی در لغت متشکل از دو لغت یونانی: isos به معنای «یکسان» یا «برابر» و morphe به معنای «ریخت»، «شکل» یا «حالت» است. در روانشناسی گشتالت، ایزومورفیسم نظریه‌ای است که بیان می‌کند که به دلیل کیفیت‌های گشتالتِ مرتبط، ادراک و بازنمایی فیزیولوژیکیِ زیربنایی مشابه هستند. ایزومورفیسم به تطابق بین یک آرایهٔ محرک و حالت مغزی ایجاد شده توسط آن محرک اشاره دارد و بر این ایده استوار است که فرآیندهای مغز عینی، زیربنا و مرتبط با تجربیات پدیدارشناختی خاص هستند و از نظر عملکردی، شکل و ساختاری مشابه آن تجربیات ذهنی دارند.
ایزومورفیسم را می‌توان به عنوان شباهت در الگوی گشتالتی یک محرک و فعالیت در مغز در هنگام درکِ محرک، توصیف کرد. به طور کلی‌تر، این مفهوم بیان دیدگاه ماتریالیستی است که ویژگی‌های ذهن و آگاهی، نتیجهٔ مستقیم برهمکنش‌های الکتروشیمیایی در مغز فیزیکی است.
یک مثال رایج از ایزومورفیسم، پدیدهٔ فی (phi) است که در آن ردیفی از نورها که به ترتیب چشمک می‌زنند، توهم حرکت را ایجاد می کنند. استدلال می شود که حالت مغز ایجاد شده توسط این محرک با حالت مغز ایجاد شده توسط یک تکهٔ نور که از یک مکان به مکان دیگر حرکت می‌کند مطابقت دارد. محرک به عنوان حرکت، درک می شود زیرا ادراک ذهنی ساختار فضایی با میدان های الکتریکی در مغز که الگوی فضایی آن ساختار فضایی در جهان درک شده را منعکس می‌کند، در ارتباط است.